# Anávra (Magnésie)
Pour l’article homonyme, voir Anávra (Phthiotide).
Anávra (en grec : Ανάβρα) est une communauté du nome de Magnésie en Thessalie en Grèce.